# Katerini
Katerini (Grieks: Κατερίνη, oude naam: Ekaterini, oude naam in Grieks: Αικατερίνη) is een fusiegemeente (dimos) in de bestuurlijke regio (periferia) Centraal-Macedonië.
De zes deelgemeenten (dimotiki enotita) van de fusiegemeente zijn:
- Elafina (Ελαφίνα)
- Katerini (Κατερίνη)
- Korinos (Κορινός)
- Paralia (Παραλία)
- Petra (Πέτρα)
- Pierioi (Πιέριοι)

## Geboren
- Kyriakos Papadopoulos (1992), voetballer